# Skip (budownictwo)

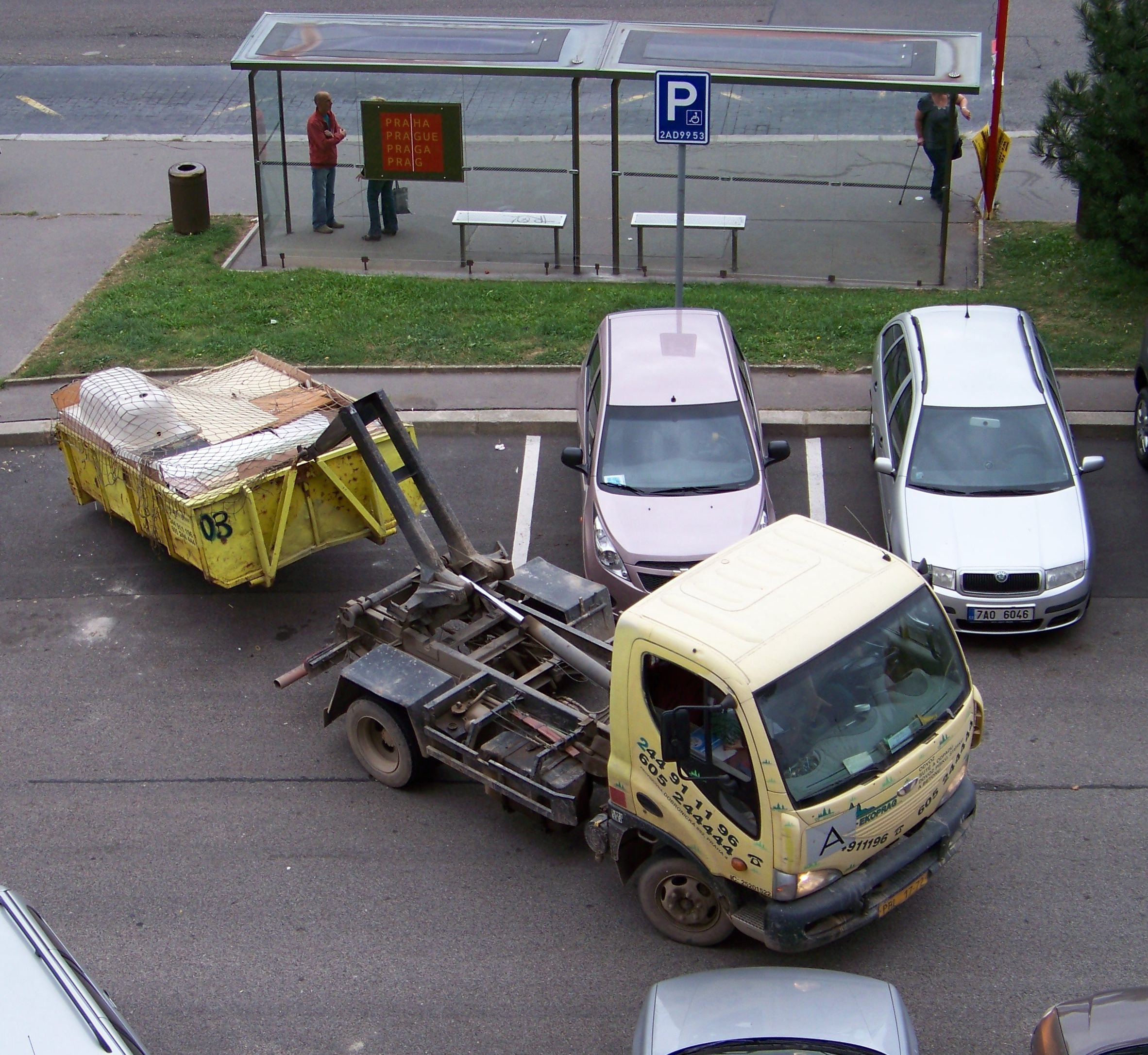
Załadunku stalowego kontenera z odpadami przez hakowiec.

Skip – rodzaj stalowego nadwozia wymiennego otwartego u góry, przeznaczonego na różne frakcje odpadów posegregowanych oraz zmieszanych, także gruz budowlany powstający przy rozbiórce lub wyburzaniu konstrukcji głównie betonowych. Skip transportowany jest za pomocą specjalnie do tego zaprojektowanych hakowców lub bramowców.

## Galeria

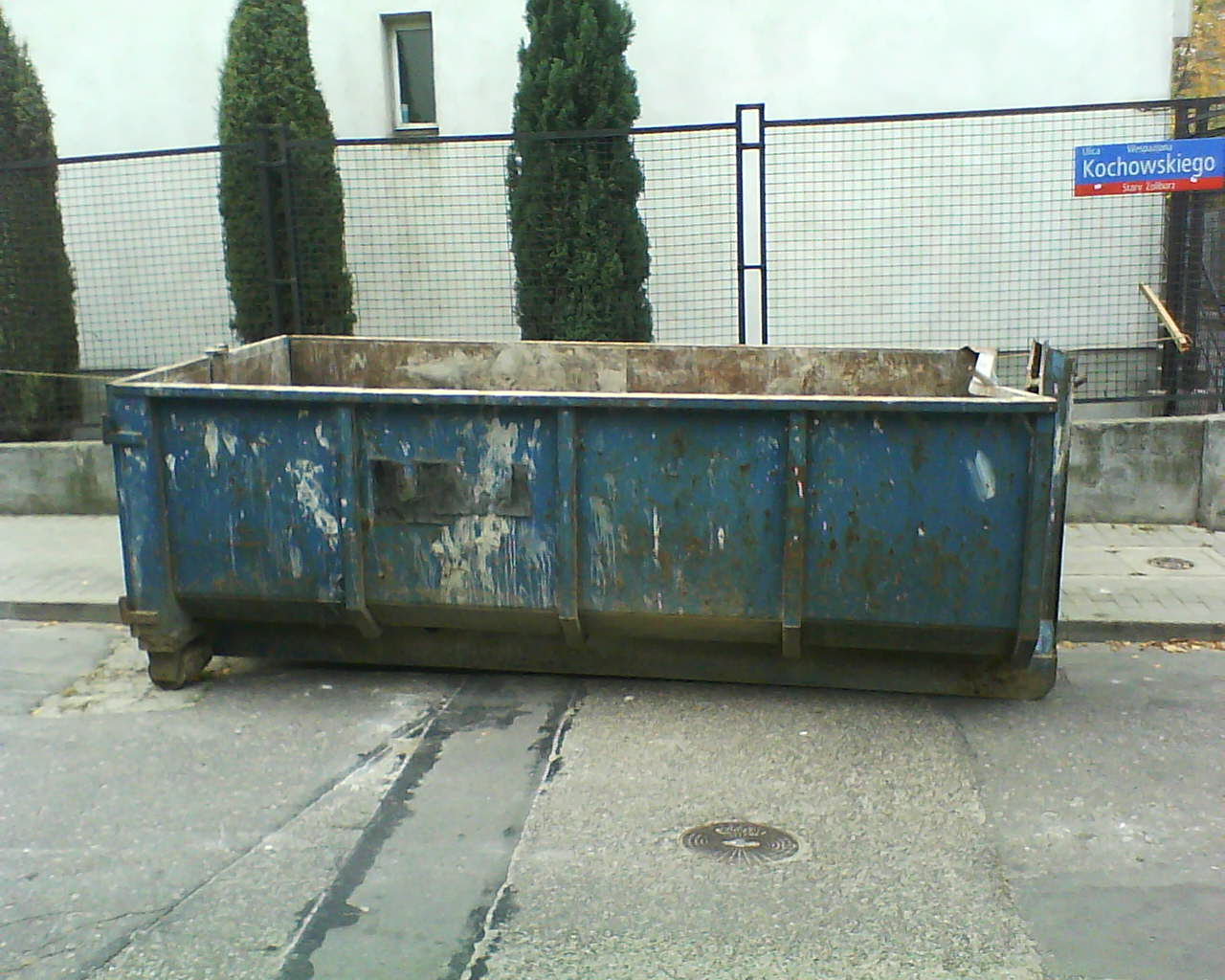
Skip 7m3
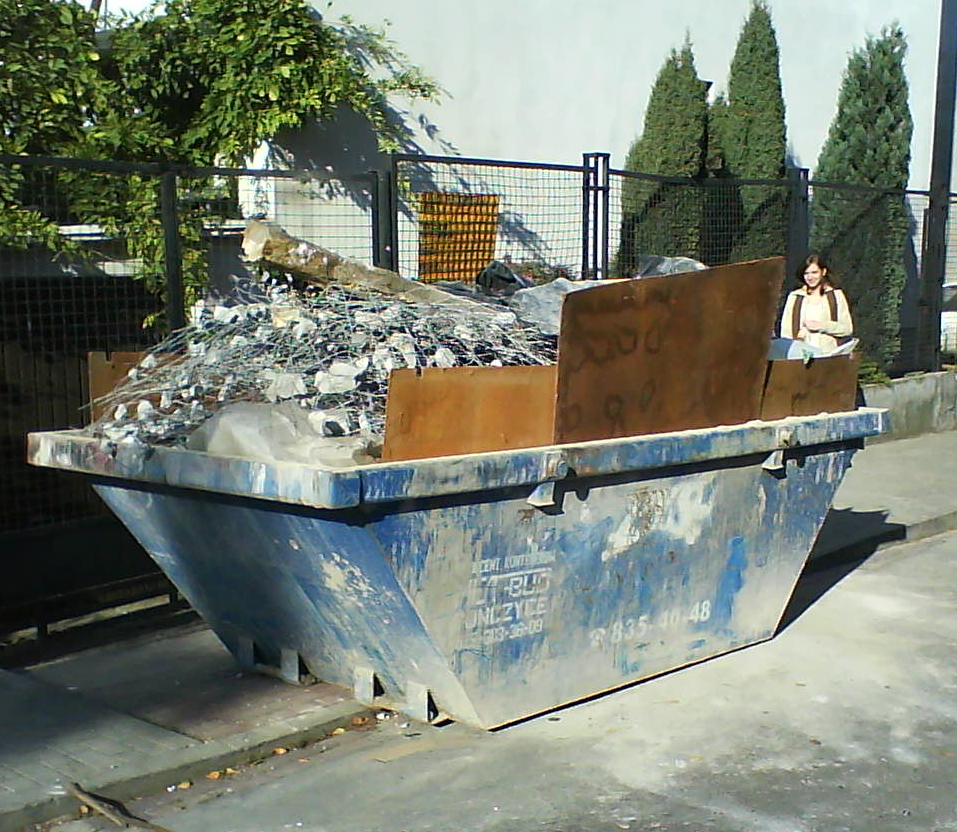
Skip 5,5m3